# Az ENSZ Világűrbizottsága
Az ENSZ Világűrbizottsága, angol rövidítéssel (COPUOS – United Nations Committee on the Peaceful Uses of Outer Space) a világűr békés felhasználásával kapcsolatos nemzetközi együttműködés koordinálásával foglalkozó ENSZ-bizottság. A 2011-ben 70 tagú Bizottság tagországainak száma folyamatosan emelkedik, 5 legújabb tagja 2004 óta Líbia és Thaiföld, 2008 óta Bolívia és Svájc, 2010 óta pedig Tunézia. Emellett évről évre 5–10 ország kér az adott évre eseti megfigyelői státuszt. Megfigyelőként több, az űrtevékenység alkalmazásaiban érintett ENSZ szakosított szervezet, valamint más nemzetközi szervezet is részt vesz a COPUOS munkájában. Ily módon – tagjai számát tekintve – a COPUOS az ENSZ legnagyobb bizottságai közé tartozik. Magyarország 1959 óta tagja a Világűrbizottságnak.

## Története
Az ENSZ Közgyűlése már az első műhold felbocsátását (1957. október 4.) követő évben döntött arról, hogy Committee on the Peaceful Uses of Outer Space (a Világűr Békés Célú Felhasználásával foglalkozó Bizottság, röviden: Világűrbizottság) néven ad hoc bizottságot hoz létre a világűr békés célú hasznosításának tanulmányozására. A Közgyűlés 1348 (XIII). számú, 1958. december 13-án kelt határozatában egyebek között kinyilvánította azon óhaját, hogy „a nemzetek közötti rivalizálás ne terjedjen ki a világűrre”, ugyanakkor tudomásul vette, hogy „a világűrrel kapcsolatos fejlemények az emberi létezés új dimenzióját nyitották meg, ami új lehetőséget teremtett az emberiség tudásának gyarapítására és életének jobbá tételére”. Egyúttal felkérte a 18 tagú Bizottságot, hogy a következő évben tegyen jelentést a Közgyűlésnek az ENSZ-ben és más szervezetekben folyó, az űrkutatással kapcsolatos tevékenységről, beleértve a nemzetközi együttműködés lehetőségeit és a várhatóan felmerülő jogi problémákat.
Az ad hoc Bizottság jelentése nyomán a Közgyűlés 1959. december 12-i, 1472 (XIV). számú határozatában a fenti célok megvalósítása érdekében már mai nevén (COPUOS) létrehozza a Világűrbizottságot. A Bizottság 24 tagja között Magyarországot is ott találjuk, noha az ad hoc Bizottságnak hazánk még nem volt tagja.
A Világűrbizottság 1993-ig New Yorkban tartotta üléseit, 1994 óta pedig Bécsben működik.

## Tagállamai
A COPUOS tagállamai 2011-ben (nevük ábécésorrendjében) a következők:
Albánia, Algéria, Amerikai Egyesült Államok, Argentína, Ausztrália, Ausztria, Belgium, Benin, Bolívia, Brazília, Bulgária, Burkina Faso, Chile, Csád, Csehország, Dél-afrikai Köztársaság, Dél-Korea, Ecuador, Egyesült Királyság, Egyiptom, Franciaország, Fülöp-szigetek, Görögország, Hollandia, India, Indonézia, Irak, Irán, Japán, Kamerun, Kanada, Kazahsztán, Kenya, Kína, Kolumbia, Kuba, Lengyelország, Libanon, Líbia, Magyarország, Malajzia, Marokkó, Mexikó, Mongólia, Németország, Nicaragua, Niger, Nigéria, Olaszország, Oroszország, Pakisztán, Peru, Portugália, Románia, Sierra Leone, Spanyolország, Svájc, Svédország, Szaúd-Arábia, Szenegál, Szíria, Szlovákia, Szudán, Thaiföld, Törökország, Tunézia, Ukrajna, Uruguay, Venezuela és Vietnám.

## Felépítése
A COPUOS 2 állandó Albizottságot működtet, a Tudományos és Technikai Albizottságot (COPUOS STS, Scientific and Technical Subcommittee) és a Jogi Albizottságot (COPUOS LS, Legal Subcommittee), amelyek 1962. május 28-ával kezdődően, egymással párhuzamosan, Genfben tartották első ülésszakukat. A Bizottságon és a 2 Albizottságon belül egyes kérdések megtárgyalására esetileg, 1 vagy több évre létrehozott munkacsoportok dolgoznak.
A Bizottság és két Albizottsága évente egyszer, általában 2 hétig (8–10 munkanap) ülésezik. A Tudományos és Technikai Albizottság február végén, a Jogi Albizottság áprilisban, a COPUOS pedig júniusban tartja üléseit. A két Albizottság a COPUOS-nak, a COPUOS pedig az ENSZ Közgyűlésnek jelentésben számol be az ülésszakon végzett munkájáról.
A Világűrbizottságnak öt tisztségviselője van, ezek a COPUOS elnöke és két alelnöke, továbbá a két Albizottság elnökei. A rotációs rendszer értelmében az ENSZ öt földrajzi régiója jelöli a tisztségviselőket, akiket a Bizottság kétéves periódusra választ meg. A rotációs rendszer biztosítja, hogy öt ciklus (10 év) leforgása alatt minden régió az 5 tisztség mindegyikére 1-1 jelöltet állíthasson. A 2006-2008 időszakban a COPUOS elnöke a nyugat-európai régió jelölése alapján Gérard Brachet (Franciaország) volt. A Világűrbizottság 1. alelnöke a kelet-európai régió jelölése alapján Both Előd (Magyarország) volt.
A 2010–2012 időszakban a COPUOS elnöke Dumitru-Dorin Prunariu (Románia), első alelnöke Nomfuneko Majaja (Dél-afrikai Köztársaság), második alelnöke Raimundo González Aninat (Chile). A Tudományos és Technikai Albizottság elnöke Ulrich Huth (Németország), a Jogi Albizottság elnöke pedig Ahmad Talebzadeh (Irán).
A 2012–2014 időszakban a COPUOS elnöke Yasuri Horikawa (Japán), első alelnöke Felipe Duarte Santos (Portugália), második alelnöke Piotr Wolanski (Lengyelország) lesz. A Tudományos és Technikai Albizottság elnöke Félix Clementino Menicocci (Mexikó), a Jogi Albizottság elnöke pedig Tare Brisibe (Nigéria) lesz.
A COPUOS titkársági feladatait az ENSZ Világűriroda (UNOOSA, United Nations Office for Outer Space Affairs) látja el, amelynek feladatai az utóbbi évtizedekben jelentősen kibővültek. Az OOSA felelős az ENSZ Közgyűlés űrkutatási témájú határozatainak, valamint a COPUOS döntéseinek végrehajtásáért. Biztosítja a COPUOS és két Albizottsága működésének technikai feltételeit, elsősorban a dokumentumok előkészítését, megszövegezését és az ülések utáni további gondozását. Fontos feladat annak elősegítése, hogy a fejlődő országok minél szélesebb körben felhasználhassák az űrtechnika eredményeit. Figyelemmel kíséri az űrkutatással, űrtechnikával és alkalmazásaival kapcsolatos jogi, tudományos és technikai fejlődést, hogy ezekről információt adhasson a tagállamoknak, a nemzetközi szervezeteknek és más ENSZ szerveknek.
A fő feladatoknak megfelelően a Világűriroda 2 részlege az űralkalmazási részleg (Space Applications Section) és a konferenciatitkárság (Committee Services and Research Section). A Bécsben működő Világűrirodát 2002 júliusa óta a mexikói Sergio Camacho-Lara vezeti.
Az OOSA feladata emellett a világűrbe felbocsátott mesterséges égitestek nyilvántartása. Az űralkalmazási részleg 1971-ben történt létrehozása óta több mint 150 konferenciát, munkaülést, továbbképző tanfolyamot szervezett, amelyeken összesen több mint 7500 szakember vett részt.

## Főbb eredmények
A COPUOS a 60-as és 70-es években 5 átfogó, nemzetközi szerződés kidolgozásával lefektette az űrtevékenység jogi szabályozásának alapjait. Az 1967. január 27-én aláírt és 1967. október 10-én hatályba lépett Alapelvszerződés (Szerződés az államok tevékenységét szabályozó elvekről a világűr kutatása és felhasználása terén, beleértve a Holdat és más égitesteket) kimondja, hogy az űrkutatás az emberiség közös vállalkozása, a világűr az egyenlőség alapján minden állam részéről szabadon kutatható és hasznosítható. Előírja, hogy a világűr-tevékenységet a nemzetközi joggal és az ENSZ Alapokmányával összhangban kell folytatni. Tiltja tömegpusztító fegyverek elhelyezését a világűrben. Kimondja, hogy az államok felelősséggel tartoznak az űrtevékenységért, beleértve az ennek során okozott esetleges károkat is. Emellett az űrtevékenység számos jogi kérdésében is rendelkezik. Ezt követően alkotta meg a COPUOS az űrhajósok mentéséről szóló egyezményt (Egyezmény az űrhajósok mentéséről, az űrhajósok hazaküldéséről és a világűrbe felbocsátott objektumok visszaszolgáltatásáról), a felelősségi egyezményt (Egyezmény az űrobjektumok által okozott károkért való nemzetközi felelősségről), a lajstromozási (regisztrációs) egyezményt (Egyezmény a világűrbe felbocsátott objektumok nyilvántartásba vételéről), valamint a Holdegyezményt (Egyezmény az államok tevékenységéről a Holdon és más égitesteken). Magyarország a Holdegyezmény kivételével a többi négy egyezményhez 1967 és 1978 között csatlakozott.
A COPUOS előkészített továbbá három fontos, az űrtevékenységre vonatkozó ENSZ Közgyűlési határozatot, ezek a műsorszóró műholdakról közvetlenül sugárzott tv-adásokra, a világűrből folytatott távérzékelésre, valamint a nukleáris erőforrások világűrbeli alkalmazásának elveire vonatkoznak. Utóbbi kérdéssel egyébként a Tudományos és Technikai Albizottság jelenleg is rendszeresen foglalkozik.
Az elmúlt évtizedekben a Világűrbizottság ülésein megfogalmazott elvek alapján a Világűriroda (OOSA) három nagy, űrkutatási világkonferenciát szervezett (UNISPACE, UN Conference on the Exploration and Peaceful Uses of Outer Space), amelyeket 1968-ban, 1982-ben, illetve 1999-ben tartottak. Ezeken a konferenciákon a COPUOS mindenkori tagországain kívül az ENSZ többi tagállamának jelentős része is képviseltette magát. A konferenciák ajánlásai nyomán elért eredmények közül az alábbiakat említjük.
Az UNISPACE I ajánlása nyomán kezdett az OOSA az űralkalmazásokkal foglalkozni, mert már akkor nyilvánvalóvá vált, hogy az alkalmazások minél szélesebb körű elterjesztése szolgálja legjobban a fejlődő országok érdekeit. Ennek a munkának a koordinálására hozták létre a Világűrirodán belül az önálló űralkalmazási részleget és az űralkalmazási szakértő (Expert on Space Applications) tisztét, akinek a feladatköre az UNISPACE II ajánlásai nyomán kibővült. Ugyancsak az UNISPACE II ajánlása nyomán jöttek létre a regionális oktatási központok, amelyek legfontosabb feladata a fejlődő országokban az űrtevékenység alkalmazásaiban (meteorológia, távérzékelés, távközlés, navigáció, katasztrófakezelés stb.) jártas szakértők kiképzése, továbbképzése. Jelenleg öt ilyen központ működik (Indiában, Nigériában, Marokkóban, Brazíliában és Mexikóban), amelyek rendszeresen beszámolnak a COPUOS-nak munkájukról.
Az UNISPACE III ajánlása nyomán nyilvánította az ENSZ Közgyűlése minden év október 4. és 10. közötti időszakát Nemzetközi Világűrhétté (World Space Week), hogy az ennek keretében tartott rendezvényekkel segítse az űrtevékenység jelentőségének minél szélesebb körű megismertetését. Ugyancsak az UNISPACE III ajánlása nyomán jött létre az úgynevezett „Disasters Charter” (http://www.disasterscharter.org), amelynek keretében a távérzékelő műholdakat üzemeltető országok és szervezetek vállalják, hogy katasztrófahelyzetek esetén térítésmentesen műholdas adatokból előállított tematikus térképeket és más adatokat bocsátanak a katasztrófát elszenvedett ország hatóságai részére.
Ugyancsak az UNISPACE III konferencián megfogalmazott egyik ajánlás eredményeképpen született megállapodás a COPUOS 2006. évi ülésén egy új, a távérzékelési adatok katasztrófahelyzetekben történő minél hatékonyabb felhasználását segítő koordinációs program létrehozásáról. A létrehozandó egység célja, hogy minden ország és minden nemzetközi és regionális szervezet minden olyan űralapú információhoz hozzáférjen, és azokat hasznosítani tudja, amelyekre katasztrófahelyzetek kezelése esetén szüksége lehet. Egyúttal összekötőként szolgál a katasztrófavédelmi és űralkalmazási csoportok között, támogatja a továbbképzést, és a szükséges intézmények megerősítését. Az egység az OOSA egy programjaként, az OOSA igazgatójának felügyelete alatt, a kezdeti időszakban az Ausztria, Kína és Németország által felajánlott anyagi támogatásra építve működik. A program Pekingben és Bonnban is irodát működtet. A program megnevezése (az ideiglenes munkanévként használt DMISCO helyett) SPIDER (Space-based Information for Disaster Management and Emergency Response, azaz űralapú információk kezelése katasztrófahelyzetekben). A program szakmailag a COPUOS irányítása alatt áll.

## Aktuális kérdések
A COPUOS 2011. évi, június 1–10. között tartott, 54. ülésszakán az alábbi témakörök szerepeltek a napirenden: általános véleménycsere, a világűr fenntartása a békés célú felhasználás számára, a UNISPACE III konferencia ajánlásainak végrehajtása, az Albizottságok jelentéseinek megtárgyalása, az űrtechnika másodlagos hasznosítása (spin-off), világűr és társadalom (ezen belül különös tekintettel az oktatás kérdéseire), világűr és víz, világűr és éghajlatváltozás, az űrtechnika alkalmazása az ENSZ egyes szakosított szervezeteinél, a Világűrbizottság jövőbeli szerepe, és egyéb ügyek. A Bizottság ülésein a különböző napirendi pontokhoz kapcsolódóan rendszeresen szakmai előadások is elhangzanak, emellett a küldöttek tájékoztatása érdekében az OOSA rendszeresen szervez különféle szimpóziumokat is az ülésszak keretében. Az általános véleménycsere keretében a felszólaló államok minden évben tájékoztatják egymást az előző évben az űrtevékenység, az űrpolitika, a nemzetközi kapcsolatok és a világűrjog területén elért legfontosabb eredményeikről.
2007-ben volt az első műhold felbocsátásának 50. évfordulója, és ugyanebben az évben, 2007. június 6. - június 15. között került sor a COPUOS 50. ülésszakára. Ebből az alkalomból a COPUOS áttekintette, miképpen tudna a következő fél évszázad kihívásainak legjobban megfelelni, szükség van-e a tárgyalt témák és a munkamódszer újragondolására, annak érdekében, hogy a Világűrbizottság a következő fél évszázadban is az emberiség javára tudjon munkálkodni.
A COPUOS 2011. évi ülésének első napján rendkívüli, megemlékező ülést tartott, abból az alkalomból, hogy 2011-ben volt az első emberes űrrepülés 50. évfordulója (Jurij Gagarin, 1961. április 12.), valamint az ugyancsak 50. évfordulója annak, hogy az állandó bizottságként megalakult COPUOS megkezdte első ülésszakát (1961. november 27.).